# Кефелі Яків Йосипович
Кефелі Яків Йосипович (їд. יַעֲקֹב כפלי, кримський діалект караїмської мови: Яаков Кефели, литовський діалект караїмської: Jakov Kefeli); нар. 7 листопада 1876, Миколаїв — пом. 6 липня 1962, Париж) — генерал російської імператорської армії караїмського походження, доктор медичних наук.

## Біографія
Яків Кефелі народився на зламі століть та епох, і знакові події кінця XIX та початку XX століть позначились на його долі. Він починав службу простим лікарем, а закінчив її генералом.

### Родина і народження
Яків Кефелі народився восени 1876 року в родині Йосипа Кефелі — на той час міщанина-торговця, а пізніше старшого газзана караїмів Миколаєва. Це була знана й шанована караїмська сім'я.
Батькова родина походила з кримського міста Кафи. Пізніше вони перебралися до Євпаторії. Йосип-Шеломо Кефелі виховувався батьками та брав приватні уроки в меламеда (такі були звичаї в караїмів на ті часи), а 23 жовтня 1861 року отримав свідоцтво про проходження відомого курсу біблійної мови від Таврійського й Одеського караїмського духовного правління — такі були обов'язкові норми в караїмській спільноті). Займався комерцією та торгівлею, придбав два будинки: в Миколаєві — по вулиці Столярній № 5, в Сімферополі — по вулиці Фонтанній № 18. Пізніше перейшов зі стану міщанина до купецької гільдії. Як впливовий караїм, висунутий Сімферопольською караїмською спільнотою та духовним правлінням на посаду газзана, 28 лютого 1900 року постановою Таврійського губернського духовного правління був затверджений на посаді молодшого газзана в Сімферопольській караїмській кенасі. У часи Першої світової війни уже був старшим газзаном в Одесі.
Матір, Арзу Беньямінівна Сакізчі — з родини Сакізчі-Аги (давній карайський рід). Її батько, Беньямін Давидович Сакісчі, з впливового купецького роду. Матір Берухі Сакісчі (уроджена Ага), прямий нащадок останньої династії правителів, князів Кирк-Йере, васальних Кримському хану.
Дитинство Якова в Миколаєві пройшло зі знайомством з родиною, караїмською спільнотою, їхніми звичаями та обрядами, ці знання він черпав від батька та матері (такі були традиції в караїмів). Родина в Якова була великою — 3 брати і 5 сестер. Тож крім старшого сина Якова, Арзу та Йосип Кефелі виховували: синів — Веніаміна (народився 14 березня 1891 року), Мойсея (20 січня 1893 року), дочок — Естер (7 вересня 1881 року), Сару/Серафиму (17 вересня 1883 — 1934 років), Анну (11 лютого 1887 року), Беруху (28 жовтня 1900 року), Віру (1902 — 1988 років). З них найвідомішим, після Якова, став Мойсей (знаний як Михайло Йосипович Кефелі) — прапорщик і ад'ютант у генерала Олексія фон Шварца.

### Навчання
Навчання Якова Кефелі розпочалося доволі рано. Як і більшість караїмських дітей, він ходив до Миколаївської кенаси: і на проповіді й до початкової школи мідраш (яку караїми, зазвичай, організовували в приміщенні кенаси). Імовірно, що багатий та впливовий батько міг навчати сина додатково, запрошуючи меламедів на приватні уроки.
Підрісши, Яків продовжив здобувати початкову освіту, навчаючись у караїмському училищі для хлопчиків, організованому при їхній кенасі. Після його закінчення можна було вступати до світських навчальних закладів. 1886 року Якова Кефелі було зараховано до Олександрійської гімназії міста Миколаєва, де він навчався десять років. У гімназії він був одним з найкращих учнів, досконало оволодів латиною та німецькою.
Отримавши атестат зрілості в 1896 році, він подався до Санкт-Петербурга, до Імператорської Військово-медичної академії. За тодішніми законами однією з умов вступу до вищого навчального закладу Російської імперії була належність до якогось чину чи стану. Сина купця другої гільдії з Миколаєва зарахували без іспитів. Успіхи в навчанні дали змогу юнакові отримати 1 вересня 1898 року стипендіат морського відомства (тобто, безкоштовне навчання й пансіон), натомість, після завершення навчання він зобов'язувався поступити на медичну службу. 1901 року, після п'яти років навчання, Яків склав державні іспити з відзнакою.

### Перша служба

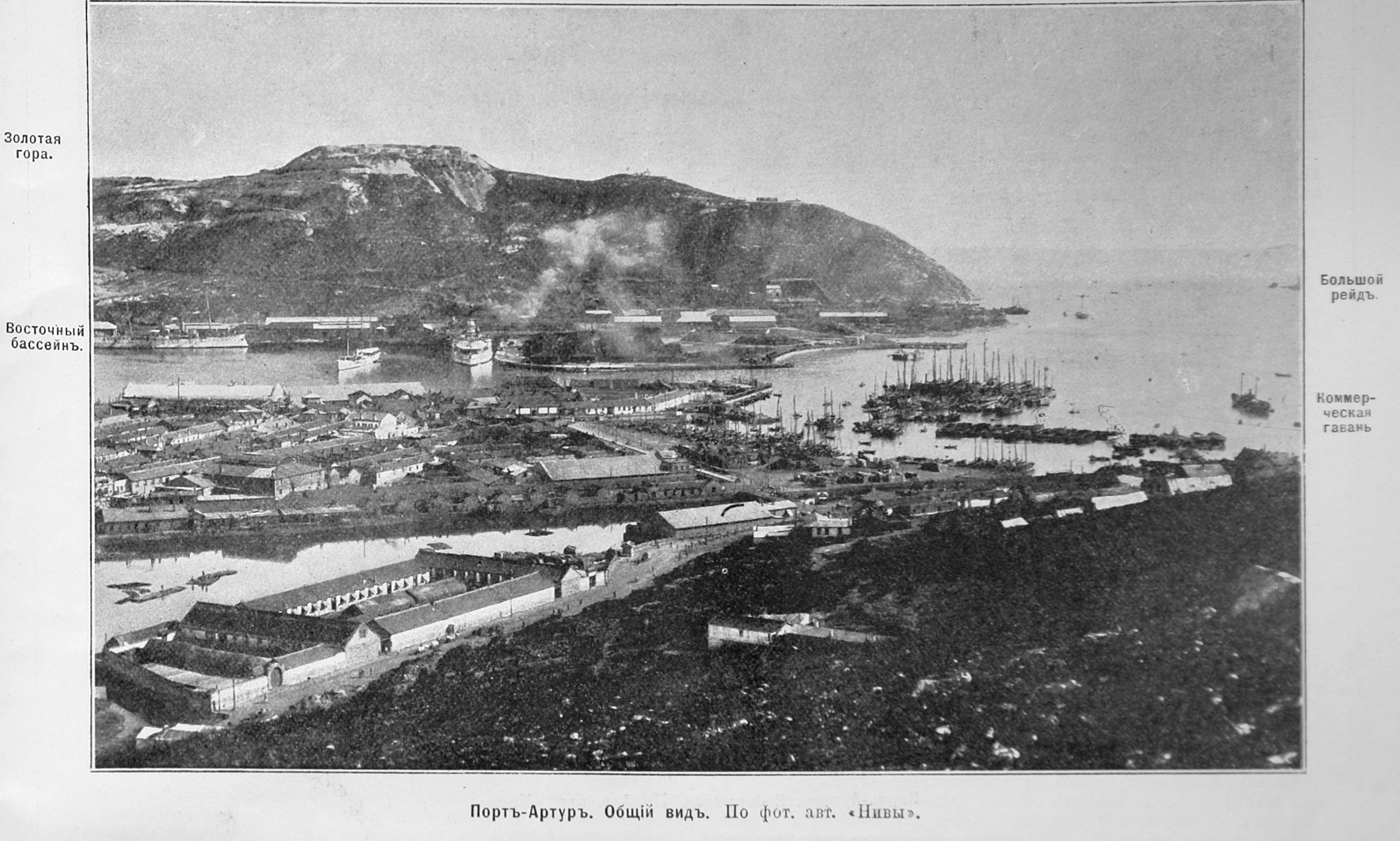
Порт-Артур в 1904 році — місце служби, куди спрямували молодого морського лікаря Якова Кефелі

По закінченню академії Кефелі мав кілька місяців для відвідин рідних. 25 листопада 1901 року молодого військового було призначено молодшим лікарем 8-го запасного кавалерійського полку. Не встиг Яків призвичаїтись на новому місці, як 21 січня 1902 року його зарахували на службу до морського департаменту й відрядили на Далекий Схід — до Порт-Артура. Залізничне сполучення не було налагоджено (сибірська і маньчжурська залізниці не були ще з'єднані). Тому Яків Кефелі спершу подався до Одеси (знову випала нагода побачитися з рідними), а звідти на пароплаві Добровольчого флоту «Єкатиринослав» у квітні 1902 року він прибув до японського порту Нагасакі. Там йому довелося чекати 2 тижні на свій корабель до місця призначення. Завдяки його дорожнім записам, сучасники дізналися, що тодішній порт Нагасакі був перевальною базою для всіх російських служб і справ, що стосувалися її далекосхідних територій.
2 травня 1902 року він прибув до Порт-Артуру та став до виконання обов'язків молодшого лікаря медичної частини управління Порт-Артура. Невдовзі, молодого лікаря було переведено з тилу у військовий підрозділ, молодшим лікарем Квантунського флотського екіпажу. В майбутньому це виявилося знаковим призначенням, завдяки якому Яків був в самій гущі війни та перестрівся із ще одним військовим караїмським героєм — Тапсашаром (знаним в Японії, серед караїмів світу та призабутим в Росії).

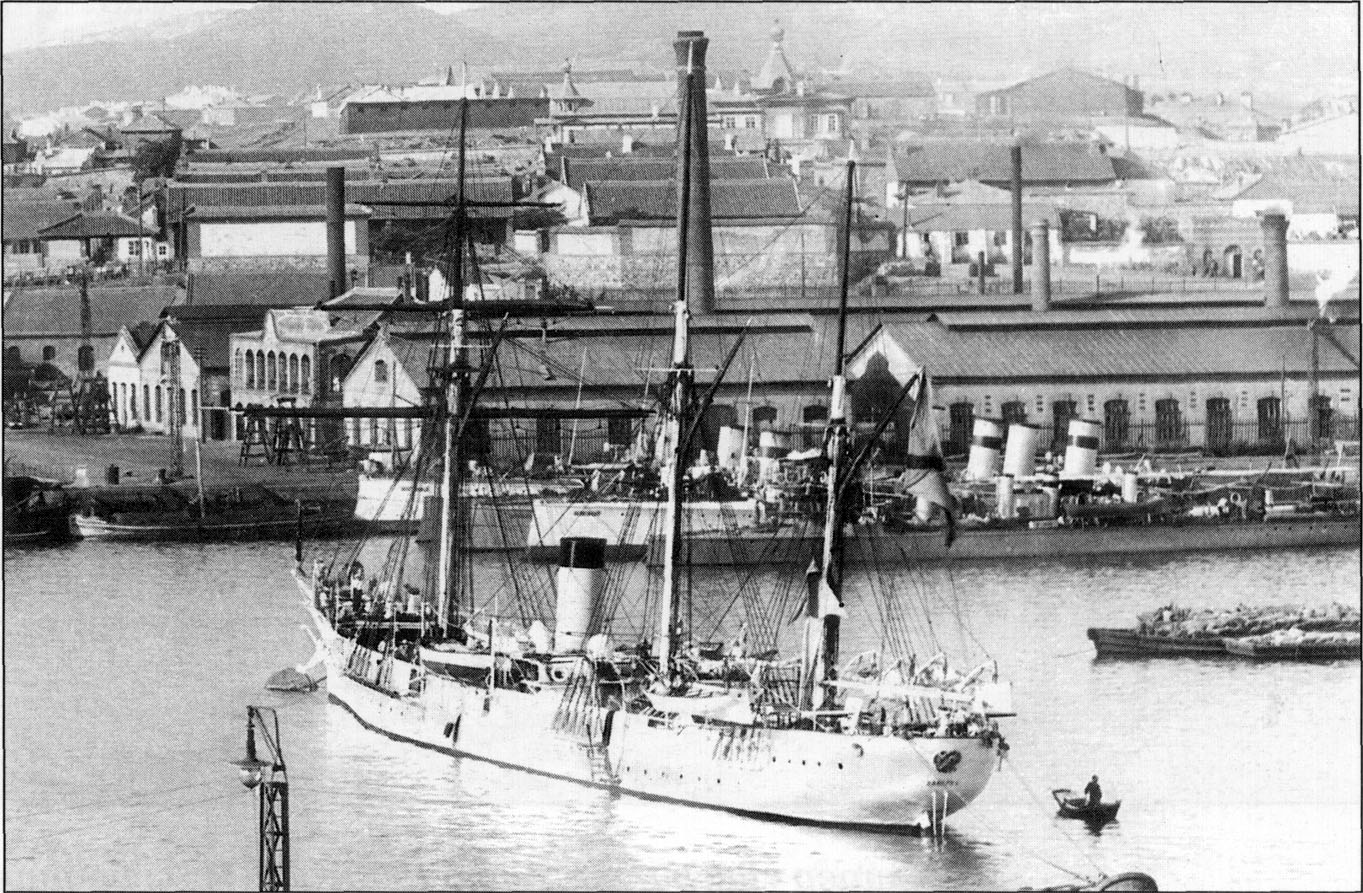
«Забіяка» — вітрильно-паровий крейсер російського імператорського флоту, на якому почав служити морським лікарем Яків Кефелі

У час прибуття Кефелі на службу Китай охопила епідемією холери. Тому командування відрядило молодого лікаря на боротьбу з цією хворобою. До Інкоо (Ньючванг) він дістався на потязі, по щойно збудованій маньчжурські залізниці. Вражений зубожінням китайців та консерватизмом їхнього побуту, з якими вперше йому довелося зустрітися, Яків два тижні гасив холерну пожежу на чверті великого міста: інспектував кожну[джерело?] оселю, вакцинував здорових, госпіталізував заражених, відправляв померлих на спеціальне кладовище.
Через два тижні його терміново повернули до Порт-Артура і призначили судновим лікарем на крейсер «Забіяка», який виходив у тривале плавання. Пізніше Кефалі служив на ескадреному броненосці «Пересвіт». Потім його перепризначили загоновим лікарем на міноносці 1-ї Тихоокеанської ескадри. На цій посаді він зустрів російсько-японську війну 1905 року.

### Участь у російсько-японській війні

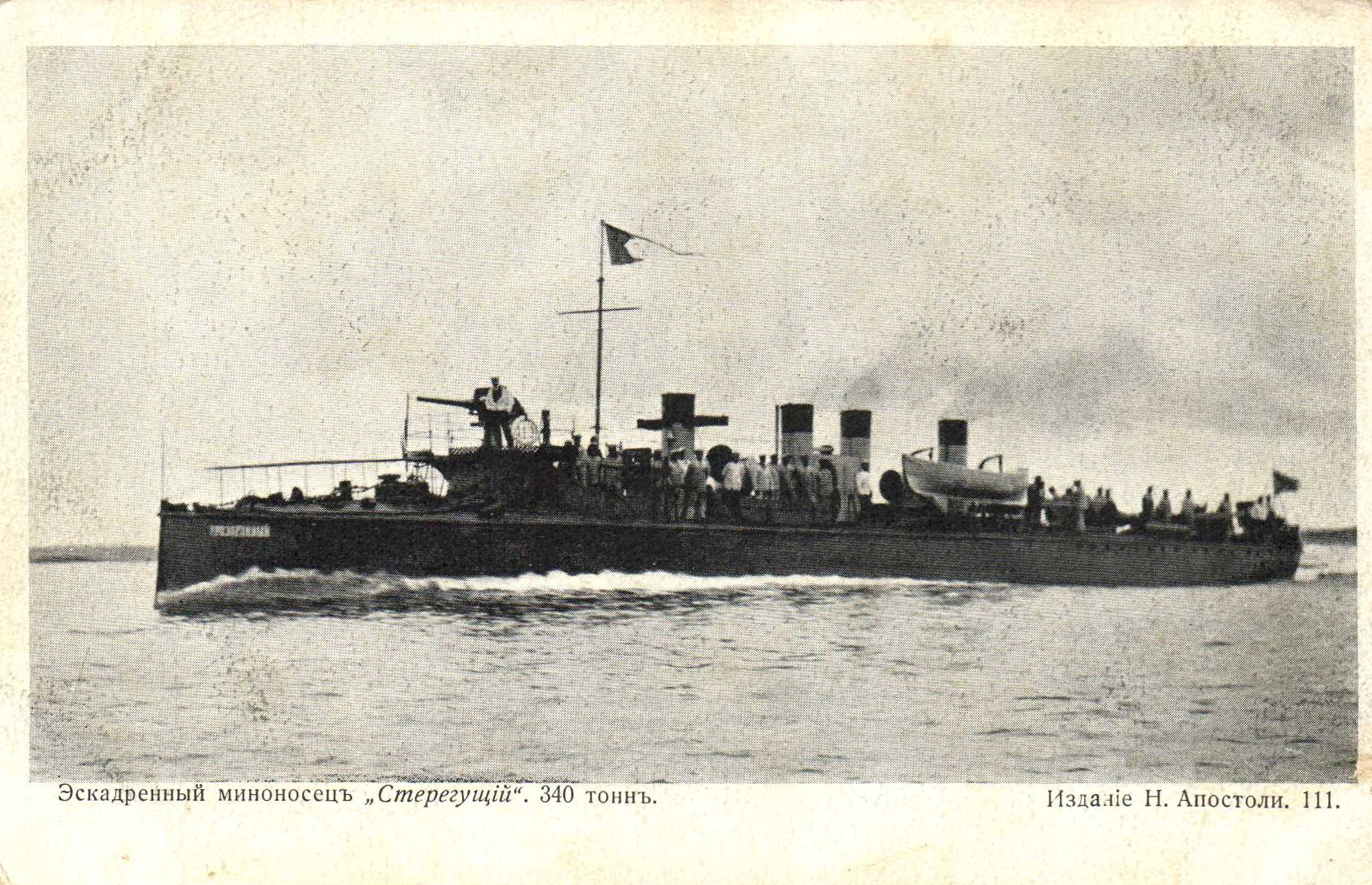
«Стерегущий» — легендарний міноносець Імператорського флоту, на якому Яків Кефелі зустрів російсько-японську війну

Війна застала Якова Кефелі на ескадреному міноносці «Стерегущому», який прийняв бій на фарватері Порт-Артура 27 січня 1904 року. Коли кільце облоги навколо Порт-Артура звузилось, Кефелі й морякам довелося зійти на берег і разом із солдатами обороняти місто.
Після численних відступів та з початком блокади Порт-Артура, Якова, молодого дієвого лікаря, було призначено завідувачем 1-го морського санітарного загону й управляючим плавучим санітарним караваном, що перевозив поранених. У складі дивізії генерала Кондратенка брав участь у кривавих боях на Зелених горах (з 13 по 15 липня), де вперше почав впроваджувати модерні заходи в переміщенні поранених з передової до лічниць (впровадив обов'язкове біркування поранених та мобільно-похідні санітарні групи з двоколісними «носилками Кефелі»).
Коли кільце облоги навколо міста звузилося, Якова Кефелі призначили відповідальним за північно-східний фронт З 15 липня по 20 грудня він відповідав за ділянку фронту, де йшли найзапекліші бої, які він, роками пізніше, описав у своїх мемуарах-споминах. Крім того, він продовжував удосконалювати організацію військово-польової медицини царської армії, про що він підготував окрему доповідь. Вона мала велике значення як для автора, який пізніше захистив на її основі дисертацію, так і для російського війська, яке почало модернізувати санітарно-польову службу.
Після закінчення війни, впродовж 10 років Яків Кефелі ще не раз переосмислював ті події. На основі них він опублікував кілька своїх спостережень та підготував військово-аналітичні доповіді, які стали рушієм в модернізації медичної служби в російській армії. Про Якова Кефелі заговорили у військовому відомстві, про нього згадували, з теплотою, захисники фортеці Порт-Артур у своїх опублікованих мемуарах, книжках.

### Реформування санітарної служби
Після закінчення війни, бойового лікаря повернули на службу до морського відомства. Його призначили на Чорноморський флот до морського шпиталю в Миколаєві, де він лікував постраждалих у війні моряків та відновлював сили в рідному місті.
На початку 1906 року його перевели до Імператорської військово-медичної академії, де він, впродовж року, доповідав про свої нововведення та аналізував можливості поліпшення санітарної служби в бойових умовах. Яків Кефелі почав практикувати свої нововведення спершу на Балтійському флоті в 1908 році, а потім у самому морському відомстві. З 1908 по 1918 він служив в Управлінні санітарною частиною флоту при Морському міністерстві. Як активний учасник бойових дій, ввійшов до Комісії для складання санітарного звіту щодо флоту в російсько-японську війну й підготував за завданням командування ґрунтовну доповідь, частина якої була опублікована окремим виданням.
В 1909 році, за його ініціативи в Севастопольському порту проводилися «Санітарні маневри», до яких долучили три лінкори, крейсер, канонірський човен і два есмінці (на ті часи це були масштабні навчання в мирний час). На маневрах впроваджували «маршрутний ярлик» (сортувальний знак для поранених, який з тих пір ввели по всьому морському відомстві й навіть у сухопутних військах). Затверджені головним медичним інспектором флоту, випробовування відбулися 10 серпня 1909 року під особистим наглядом Якова Кефелі, про що він згодом доповів у морській пресі.
Загалом з багатьох впроваджених та відзначених нововведень Якова Кефелі кілька вирізняються найбільше, й саме вони принесли йому славу новатора військової медицини та змінювали ситуацію із медичною санітарією у військах:
- 1 — Сортування поранених маршрутними ярликами дозволяла вирізняти поранених у час бойових дій та, особливо, попавши в полон, завдяки чому вдавалося надавати їм своєчасний і оперативний догляд. 1913 року на Міжнародному з'їзді Червоного Хреста в Лондоні ці зміни були презентовані та відзначені спільнотою. Вони й постановили: доручити постійному органу Червоного хреста запропонувати усім державам Женевської конвенції введення маршрутних ярликів (через кілька років більшість країн це зробили);
- 2 — Введення до індивідуальної медичної аптечки військового, окрім індивідуальних пакетів, окремих наборів готових пов'язок для артилерійських ран та опіків. Спершу вони призначалися для санітарного персоналу і польових санітарних частин, а згодом застосовані в усіх підрозділах в багатьох країнах світу. Адже це були перші впровадження стерильної медицини, що давало можливість у бойових умовах накласти стерильну пов'язку й оперативно убезпечити постраждалого від гангренових рецидивів. Дана практика була відзначена в 1913 році на санітарній виставці в Санкт-Петербурзі (премійована великою срібною медаллю) й одразу ж впроваджувалась у російських військах;
- 3 — Третім практичним нововведенням став принцип «незмінності ноші», тобто можливість вільного обміну санітарними ношами (носилки) між всіма частинами армії чи фронтової лінії. Тим самим було спростовано інтендантську бюрократичну складову на користь здоров'я важкохворих, яких з тих пір уже не перекладали з однієї ноші на іншу (при перенесенні з лінії вогню до фельдшера-санітара, потім від санітара до похідної санітарної частини, а вже від неї до госпіталю). Пораненого, особливо важкого, переміщали на одних ношах аж до операційного стола.

Крім того, військового лікаря Кефелі, з його бойовими спостереженнями, почали представляти у відомих на всю Росію спеціалізованих виданнях: «Медичному додатку до Морського збірника», «Віснику червоного хреста» та «Морському лікарі», а від них вже з'являлися публікації й у місцевих виданнях. Спостережливість Якова була оцінена через його публікації-доповіді: «Санитарная служба на миноносцах в Порт-Артуре в 1904 году», «Сведения о пострадавших на миноносцах за время войны в Порт-Артуре», «Санитарное состояние русского флота в 1907 году», «Краткие сведения о состоянии здоровья на флоте за 1909 г.». Була й опублікована дисертація «Втрати особового складу російського флоту у війну з Японією. Статистичний дослідження», в 1914 році. Дисертацію він захищав у своїй альма-матері, Петербурзькій Імператорській військово-медичній академії, 20 травня 1914 року, після якої Яків Кефелі став доктором медицини.

### Участь у Першій світовій війні
Перша світова війна застала доктора Кефелі у Морському відомстві, управлінню санітарною частиною флоту випало проводити численні санітарно-медичні заходи на великій лінії фронту. Якова спрямовували на різні ділянки фронтів, де він організовував санітарно-медичні служби, налагоджував санітарні госпіталі та лікування поранених. Водночас бойового офіцера гнітила канцелярська (майже політична) робота, від якої він навмисне відмежовувався, тому він далі просився на фронт. Наприкінці 1915 року, 23 грудня, його порт-артурський побратим, генерал Олексій фон Шварц вступив на посаду генерал-губернатора, захопленої в турків, Карської області та комендантом фортеці Карс.

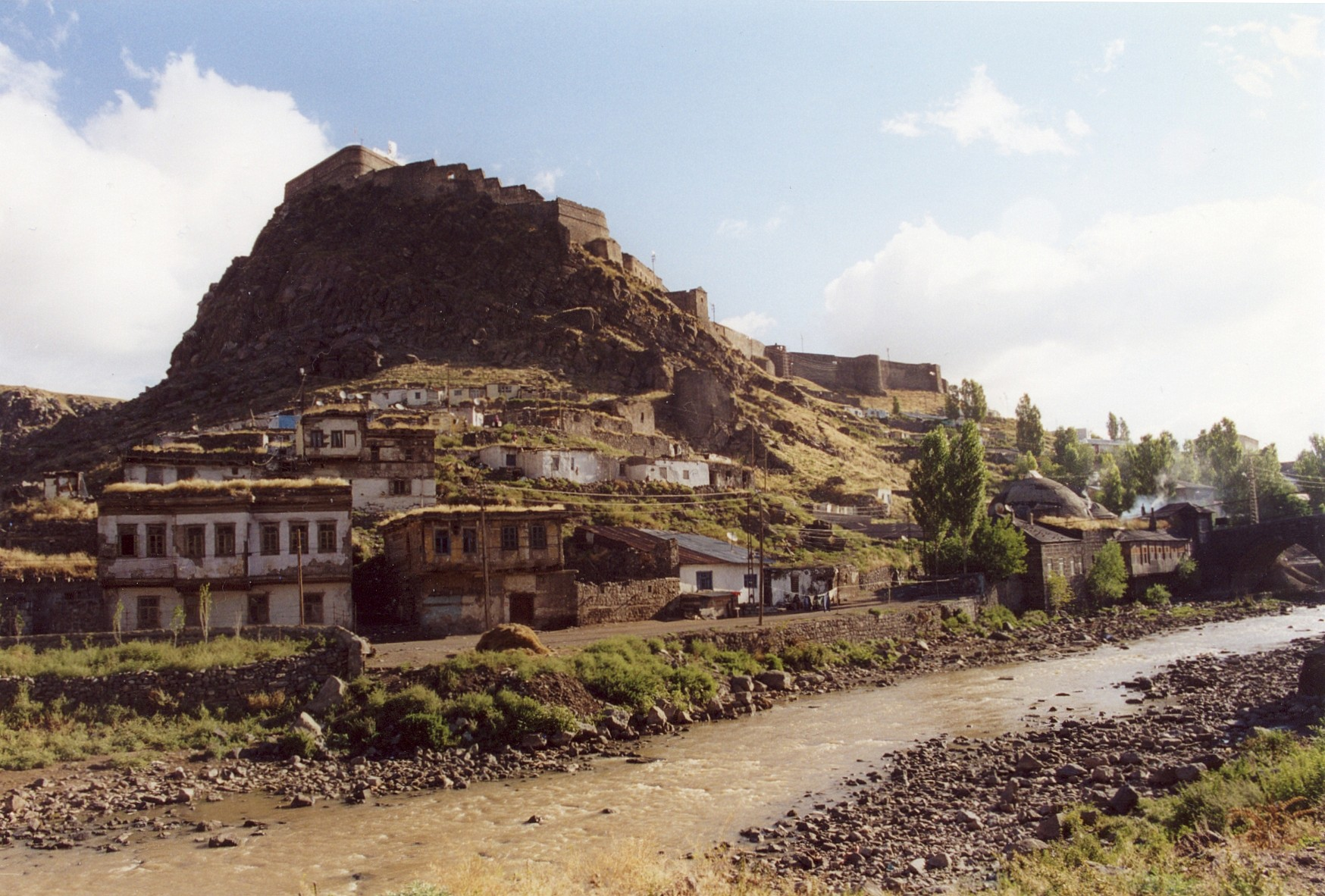
Карс — фортеця і містечко, в якому служив Яків Кефелі

Отримавши клопотання від штабу армії та персонально генерал-губернатора, морське міністерство спрямувало лікаря Кефелі до Закавказзя. Прибувши на місце, Яків зіштовхнувся з відсутністю медичних закладів та суцільною антисанітарією (спричиненими, як відсталістю регіону, так і військовою кампанією), тож йому довелося з нуля вибудовувати санітарно-медичну складову цього краю, згідно з наказом № 2 від 16 лютого 1916 року, підписаного генерал-губернатором фон Шварцом, опублікованого в місцевій газеті «Карс».
Наприкінці січня 1916 року Кефелі прибув до Карса та почав активно виправляти санітарну та медичну ситуацію: прокопувалися нові канали та розчищалися потічки, щоби осушити величезну заболоченість міста, облаштовувалися та укріплювались береги річки Карс. В центральну частину міста почали звозитися каміння на бруківку та укладали її по головним вулицям. Почали проводити санітарно-медичні огляди, як будівель так і їх власників, щоб запобігти епідемій (які часто супроводжували захоплені міста). Містечко почало оновлюватися. Сюди й приїхала сім'я Кефелі (дружина та діти), з якими він відвідав столицю вірмен, що вилилося згодом у спогад-розповідь, ще тривалий час родина супроводжувала його в цій Кавказькій кампанії. Але плани генерала Шварца та Кефелі зазнали нової корективи — військо російського імператора просунулося далі лінії фронту і захопило нову територію.

### Комендант Трапезунда

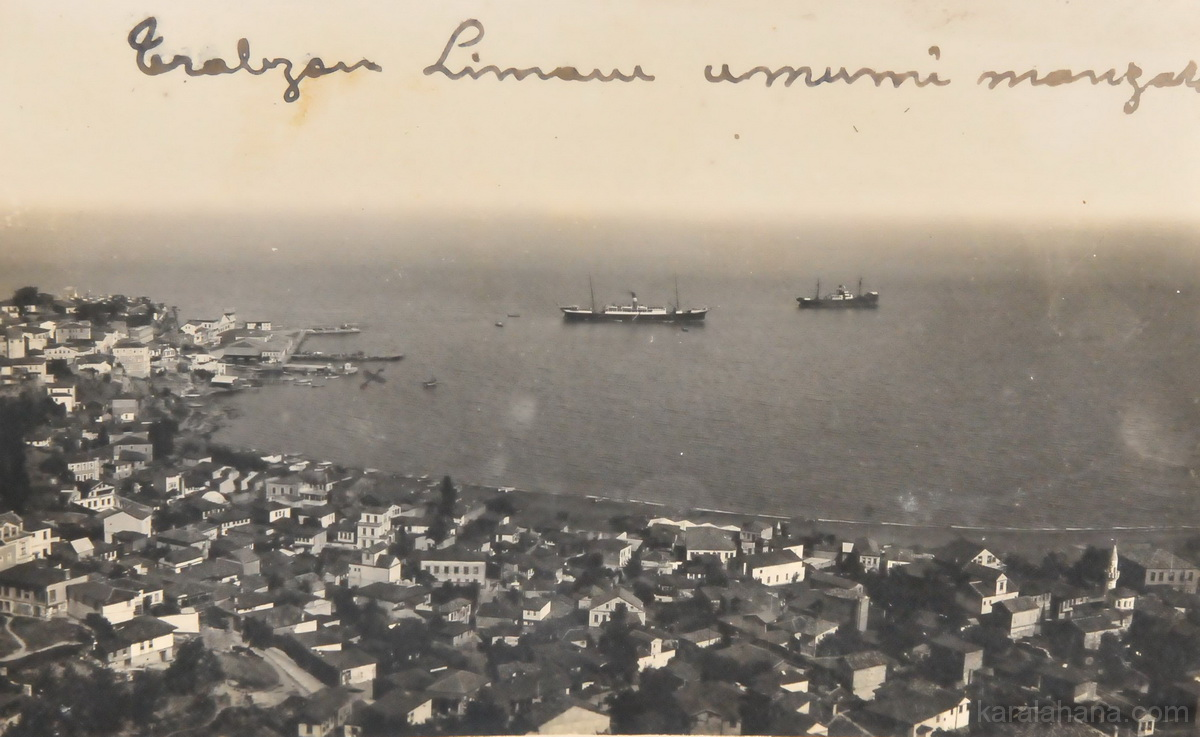
Трапезунд — місто, комендантом якого був Яків Кефелі

Російським військам вдалося оволодіти значну частину малоазійського узбережжя з його ключовими містами: Ерзерум та Трапезунд, а Олексія фон Шварца призначили генерал-губернатором Трапезундського укріпленого району та області. З собою він, як і завжди, взяв своїх помічників, які працювали в Карсі. Їх спільна мета була укріпити місто та порт, щоби вони стали цитаделлю по правиці Російської армії й базою для Чорноморського флоту. Пізніше генерал фон Шварц, побачивши перспективи Трапезундського угруповування вважав, що звідси можна провести вдалу операцію та захопити Константинополь і цю мету він почав утілювати, але обставини та політичне закулісся перекреслили всі його наміри.
Трапезунд, через його географічне і ландшафтне розташування мав серйозне стратегічне значення для Росії, оскільки тільки через його порт можна було вести комунікацію з військами й населенням, адже гірські хребти ускладнювали пішо-гужові контакти. Через нього проходили війська, поповнення маршових та обозних команд усього малоазійського угрупування російських військ. Через порт постачалися продукти, фураж, озброєння, через нього вивозили хворих і поранених, а в місті знаходилося кілька польових лікарень та тилові склади. Тому й постало, нагально, питання санітарного стану міста, покращення всіх адміністративних функцій в ньому, щоб убезпечити від епідемій та належного функціонування всіх міських служб. Всі ці питання і лягли на плечі Якова Кефелі, якого призначили на посаду завідувача санітарною частиною Трапезундського району. Йому вдалося знайти ресурси та налагодити роботу в цьому нагромадженні споруд (Трапезунд лежав на невеличкому пониззі між морем та горою Рос-Тепе) без каналізації та розбитим глиняним водогоном. Тому, коли закінчувався термін управління містом у військової адміністрації, в листопаді 1916 року, генерал фон Швар призначив на вакантну посаду голови міста свого давнього друга-помічника — Якова Кефелі.
Майже рік Яків Йосипович займався всією господаркою міста, відроджував його громаду, впроваджував нові напрямки роботи і спілкування з населенням. Попри складнощі (часткової блокади його зі сторони моря німецькими підводними човнами та військовими кораблями) місто функціонувало та підтримувало армійські підрозділи. В короткий термін місто укріпили, мостили бруківкою і прокладали нові вулиці, відремонтували водогін. Безперечно, такі швидкі темпи реалізації завдань були втілені завдяки розуму та здібностям міського голови: бувши караїмом, він володів досконало турецькою мовою, тож йому було легко наводити комунікацію, як з мешканцями міста так і з російськими службовцями та військовими.

### Яків Кефелі в часи революцій
Передвісником неминучих змін в країні, для Якова Кефелі, став Олександр Гучков (член Державної Ради та голова Центрального військово-промислового комітету), який приїхав до Трапезунда 3 грудня 1916 року, щоб провідати свого приятеля — генерала фон Шварца. Він і повідав Шварцу про столичні новини та складність ситуації й те, що назріває бунт-революція.
Невдовзі так і сталося: Лютнева революція, тимчасовий уряд, ослаблення військового конфлікту. Коли ж новим військовим та морським міністром призначили Олександра Гучкова, той в першу ж чергу викликав собі в помічники друга генерала фон Шварца. Ще зо пів року Кефелі перебував у Малій Азії, щоби завершити свої справи, потім також подався до Петрограда (перед тим, залишивши сім'ю в Тифлісі).
Добравшись до столиці восени, Кефелі потрапив в саму гущу подій, адже за тиждень відбувся більшовицький переворот. Ще зо два тижні він пропрацював у своєму Морському міністерстві, адже воно тоді ще не підкорялось більшовикам, а в місті повсюдно виникали конфлікти. Виходячи на роботу або ж навідуючись до друзів (в тому числі генерала фон Шварца) він володів інформацією і міг визначитися із подальшим вибором — з ким він.
Щоби не загубитися в столичній суєті та переймаючись за рідних, Кефелі прийняв остаточне рішення повернутися додому. Спершу він подався на Кавказ, звідки забрав дружину та дітей і на початку 1918 року прибув до Одеси, після тривалих мандрів.

### Український головний санітар Чорного моря
Кінець війни, революція, розруха в суспільстві й по всій Російській імперії, тому довелося Якову Кефелі шукати прихистку для сім'ї на малій батьківщині, правда не в Миколаєві, а в Одесі. Бо саме там уже жив його батько — головний газзан Одеської кенаси, який виділив синові частину батьківського флігеля. Одеса бурлила, влада мінялася і ситуація змушувала Якова проявляти себе.
Саме тоді його віднайшов ще один порт-артурівський побратим — адмірал Максимов, який очолював новостворене українське морське міністерство. Йому таки вдалося захопити приятеля своїми ідеями, що Яків попрямував до Києва. Оселившись у готелі «Франція» (там же й базувалося морське відомство), доктор Кефелі став працювати в українському уряді Скоропадського. На посаді головного санітарного інспектора корпусу морської оборони Чорного моря, спільно з головою корпуса, контр-адміралом С. С. Фабрицьким вони розпочали українську морську справу. Крім того, Кефелі долучився до складання уставу про військову повинність у гетьманській армії.
На жаль, незборимі процеси в Німеччині та її капітуляція, спричинили до втрати впливу гетьманців, а Скоропадський 14 грудня 1918 року зрікся влади та подався за німцями. Більшості членів його уряду довелося приставати до нової влади. Втративши підтримку та приятелів, Яків Кефелі повернувся в родину — до Одеси. Тим більше, що там появився друг-втікач, генерал фон Шварц з дружиною, який, згодом, разом з Кефелі тіснився в флігелі кенаси.

### Десантна армія фон Шварца

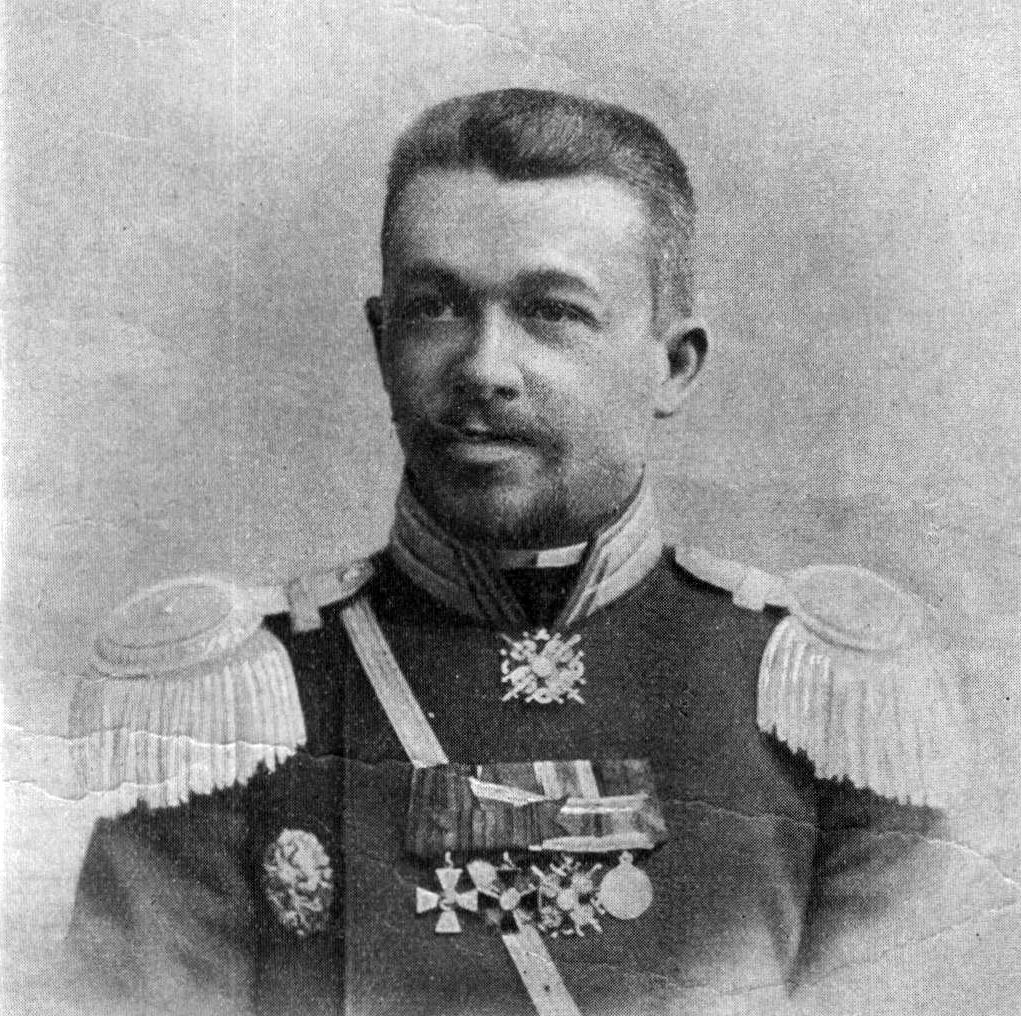
Генерал Олексій фон Шварц — армійський побратим Якова Кефелі, з яким він провів чимало військових кампаній

Після офіційного завершення Першої світової війни світові лідери суттєво занепокоїлися більшовицьким терором та розвалом Росії. Тож вони різними шляхами сприяли російським офіцерам в їх боротьбі, адже після тривалої військової кампанії у них залишалося чимало техніки та військового спорядження, яке можна було залучити в новій локальній війні. Країни Антанти, роззброївши Німеччину, передавали технічні засоби та зброю новим російським визвольним корпусам та арміям.
Так і виникла ідея сформувати в Одесі десантну армію, числом у 210 тисяч військових, її виношував колишній військовий міністр Росії Гучков Олександр Іванович, який мав тісні зв'язки із французьким та англійським урядами. Озброєння передавав союзницький маршал Фош, а російський генерал Олексій Володимирович фон Шварц мав зібрати з числа російських військово-полонених, які перебували в Німеччині та Австрії боєздатний підрозділ, який, за задумом військових стратегів, повинен був морським рейдом наблизитися до Петрограда, висадися на суші та захопити його, а потім рушити на Москву.

### Еміграція
Наближення більшовиків змусило родину Кефелі вибиратися з Одеси. У квітні 1919 року Якову Кефелі вдалося розмістити сім'ю на останніх кораблях генерала Шварца (ймовірно це був французький транспорт «Caucase»), які відплили з Одеси до Константинополя. В Османській столиці він надалі опікувався медичними справами: уже російських емігрантських сил, в надії на повернення на Батьківщину. Йому було доручено командувати військово-санітарною базою в Константинополі (яка обслуговувала до 50 тисяч емігрантів). Вважався останнім російським чиновником-представником у всесвітніх організаціях, адже входив до Міжнародної санітарної ради для Близького Сходу, яка проіснувала до 1923 року і була скасована Лозанським союзом і за це отримав в емігрантських колах прізвисько «останній слуга старої Росії».
Крім того він займався й іншими побутовими справами. Ставши директором Російської морської поліклініки він організував тут справжній медичний центр, російські втікачі-емігранти добиралися сюди з усіх усюд і, наче «паломники», йшли до «амбулаторії доктора Кефелі». Адже крім самої поліклініки йому вдалося організувати Російську морську аптеку, а на Андріївському обійсті, на останньому поверсі будинку по вулиці Мумхане (Mumhane Caddesi) № 63, була ще й Андріївська церква. Ця поліклініка налічувала двадцять лікарів-біженців (серед них світила російської медицини): професори з Новоросійського (Одеського) університету, терапевт Павло Олександрович Вальтер (1856 — 1932, син київського вченого-анатома Вальтера Олександра Петровича) і відомий хірург Кирило Михайлович Сапежко (1857 — 1928), професор-мікробіолог В. О. Юревич (1872 — 1963) та інші.
Коли ж більшість російських еміграційних біженців перебралися до Франції, Яків Кефелі також переїхав туди й оселився в Парижі. Працював в амбулаторії Російського товариства Червоного Хреста, заопікувався та створив правління караїмського товариства. З 1930 року він все частіше займався суспільно-громадськими ініціативами в різних громадських структурах: брав участь у роботі «Союзу російських інженерів», виступав на семінарі професорів М. Б. Бернацького й А. М. Міхельсона, співпрацював з «Бухгалтерським гуртком», «Об'єднаним комітетом інженерних і технічних організацій», перебував в «Російському імперському союзі», в «Союзі російських службовців та осіб інтелігентних професій». В 1935 році запрошувався виступати в «Товаристві колишніх студентів Петербурзького університету». Будучи вченим та армійським генералом, він мав беззаперечний авторитет в емігрантських колах і, як старший за званням, очолював «Морське зібрання соратників по флоту».

### Останні дні та родина
В еміграцію Яків Кефелі виїхав з родиною. З ним постійно була дружина, яка померла в Парижі (раніше нього). Син, Сергій Кефелі — механік, службовець, член партії младороссів, пішов стопами батька — до війська (тільки тепер французького), брав участь у Другій світовій війні й нагороджений Військовим хрестом (1940). Після війни завідував відділом в журналі «Modes et Travaux» («Моди й швейні вироби»). Інші родичі й нащадки Якова Кефелі проживали в Сімферополі, Миколаєві, Одесі, у Франції та США.
У Другу світову війну і по ній Яків Кефелі проживав у Парижі. Там він і помер, 6 липня 1962 року й похований на кладовищі в Нейї поруч з дружиною. Наприкінці життя він журливо висловився:
|  | Бідую у Франції, чекаю французької могили». Спогади про все, що пішло з моєю Батьківщиною, дорогі мені навіть в уламках тут за кордоном, де судилося мені залишитися назавжди. |

Дружина Якова Кефелі також була караїмка (далека родичка по лінії матері), з нею вони мали одну спільну дитину — сина Сергія. Крім того вона мала ще дві дочки від попереднього шлюбу. В часи 2-ї світової війни, 17 квітня 1942 року, дружина Якова померла і він поховав її на паризькому кладовищі Нейї.

## Творчі надбання і вшанування
Яків Кефелі був публічною особою, його діяльність у медичному та суспільному напрямках була відомою його сучасникам, він мав можливість виступати в пресі, висловлюючи свої думки та спостереження. Ним було опубліковано кілька публіцистичних та оглядових робіт:
- Кефелі Я. Й. «Древняя крымская быль» // журнал «Возрождение» (Париж). — 1955. — № 47. — С. 53 — 59. (рос.);
- «Curriculum vitae» // Кефелі Я. Й. «Потери в личном составе русского флота в войну с Японией. По материалам состоящей при управлении санитарной частью флота Комиссии для составления санитарного отчета за русско-японскую войну». — СПб., 1914. — С. 155 — 156. (рос.);
- Кефелі Я. Й. «Воспоминания морского врача» // «Военно-исторический вестник» (Париж). — 1959. — № 14. — С. 28 — 31; 1960. — № 15. — С. 18 — 22; № 16. — С. 28 — 32; 1961. — № 17. — С. 15 — 22; № 18. — С. 30 — 32; № 19. — С. 26 — 32; 1963. — № 21. — С. 29 — 32; 1964. — № 24. — С. 26 — 28; 1965. — № 25. — С. 23 — 28.(рос.);
- Кефелі Я. Й. «Воспоминаниях морского врача» // «Взрыв и гибель „Хатсузе“» // журнал «Военная быль» (Париж). — 1953. — № 4. — С. 14 — 16.(рос.);
- Кефелі Я. Й. «Санитарная служба на миноносцах в Порт-Артуре в 1904 году» // Медичний додаток до «Морского сборника». — 1908. — № 2. — С. 101 — 133.(рос.);
- Кефелі Я. Й. «Сведения о пострадавших на миноносцах за время войны в Порт-Артуре» // Медичний додаток до «Морского сборника». — 1908. — № 3. — С. 152 — 177.(рос.);
- Кефелі Я. Й. «Санитарное состояние русского флота в 1907 году» // журнал «Гигиена и санитария». — 1910. — Т. 2. — № 16. — С. 227 — 230.(рос.);
- Кефелі Я. Й. «Краткие сведения о состоянии здоровья на флоте за 1909 г.» // видання «Морской врач». — 1913. — № 1. — С. 45 — 60.(рос.);
- Кефелі Я. Й. «Путевые ярлыки для раненых и санитарные маневры в Черном море для их испытания» // Медичний додаток до «Морского сборника». — 1910. — № 5. — С. 39 — 69(рос.);
- Кефелі Я. Й. «Путевые ярлыки для раненых и санитарные маневры в Черном море для их испытания» // журнал «Вестник морского врача» (Севастополь). — 2007. — № 3(3). — С. 61 — 91.(рос.);
- Кефелі Я. Й. «Сопроводительные знаки для раненых». (Автореферат) // «Вестник Красного Креста». — 1912. — № 5. — С. 44.(рос.);
- Кефелі Я. Й. «Сопроводительные знаки для раненых». (Рецензія) // «Военно-медицинский журнал». — 1913. — Т. 236. — № 1. — С. 152 — 162.(рос.);
- Кефелі Я. Й. «Краткие сведения о морских чинах, пострадавших в сухопутных сражениях в русско-японскую войну 1904 — 1905 гг. » // видання «Морской врач». — 1912. — № 11. — С. 633 — 637(рос.);
- Кефелі Я. Й. «Краткие сведения о пострадавших в сражениях на судах флота в русско-японскую войну 1904 — 1905 гг. » // видання «Морской врач». — 1912. — № 9. — С. 498 — 504.(рос.);
- Кефелі Я. Й. «Потери в личном составе русского флота в войну с Японией. По материалам состоящей при управлении санитарной частью флота Комиссии для составления санитарного отчета за русско-японскую войну». — СПб., — 1914. — 156 с.(рос.);
- Кефелі Я. Й. «Ани. (Армянская столица)» // журнал «Возрождение» (Париж). — 1954. — № 36. — С. 77 — 82.(рос.);
- Кефелі Я. Й. «С генералом А. В. Шварцем в Одессе. Осень 1918 — весна 1919 гг. » // «Военно-исторический вестник» (Париж). — 1970. — № 35/36. — С. 35 — 40; № 37. — С. 25 — 28.(рос.);
- Кефелі Я. Й. «Гибель военного транспорта „Император Александр II“» // журнал «Военно-исторический вестник» (Париж). — 1969. — № 33. — С. 35 — 37.(рос.);
- Кефелі Я. Й. «Роковая ошибка. Отчего Константинополь не был взят? План, задуманный генералом А. В. Шварцем и его дальнейшая судьба» // журнал «Возрождение» (Париж). — 1956. — № 58. — С. 56 — 59.(рос.)

В рамках вшанування караїмського генерала-медика та суспільного діяча Якова Кефелі, важливим фактором стало зібрання всіх його публіцистичних доповідей та розвідок, складання бібліографії та детальніша біографія, за сприяння родини (особливо сина Сергія).

## Відомі вислови
Як відомий представник караїмської спільноти, Яків Кефелі намагався гуртувати її задля збереження їх традицій, звичаїв щоб передати їх нащадкам. Сучасника дійшли кілька його творчих надбань у вигляді книжкових публікацій та виступів у пресі в яких він висловлював свої думки та спостереження. Деякі з його висловів стали знаковими для караїмів:
- Мертве минуле одухотворяється, якщо окропити його живою водою сьогодення. З темряви століть встають тоді наші пращури, не в образах легендарних героїв, а в особах їхніх нащадків, наших скромних сучасників. Минуле втрачає в красі, але виграє в істинності;
- Спогади про минуле і померлих та прозріння в майбутнє, як би подовжує наше життя в обидві сторони — і назад, і вперед;
- Людина завжди любила не тільки мить сьогодення, а й неозоре минуле предків і нескінченне майбутнє правнуків.
- Минуле — завжди факт, майбутнє ж — часто тільки міраж, тому минуле — фундамент для майбутнього;
- Ми, кримські караїми (караї, кераї, караїти, чорні татари), як народ, або тепер: «народець з пригорщу (бир авуч міллет)» — під ударами політичних катаклізмів нашого часу зникаємо з лиця землі;
- Відкинемо нашу думку на півтисячі років і зв'яжемося на кілька хвилин з нашим віддаленим минулим, коли наші прабатьки ще пам'ятали своїх предків, які в далекому минулому помітно впливали на політичні долі всієї Азії та Європи, не далеких і культурної творчості цих материків.